# Kristin Heiß

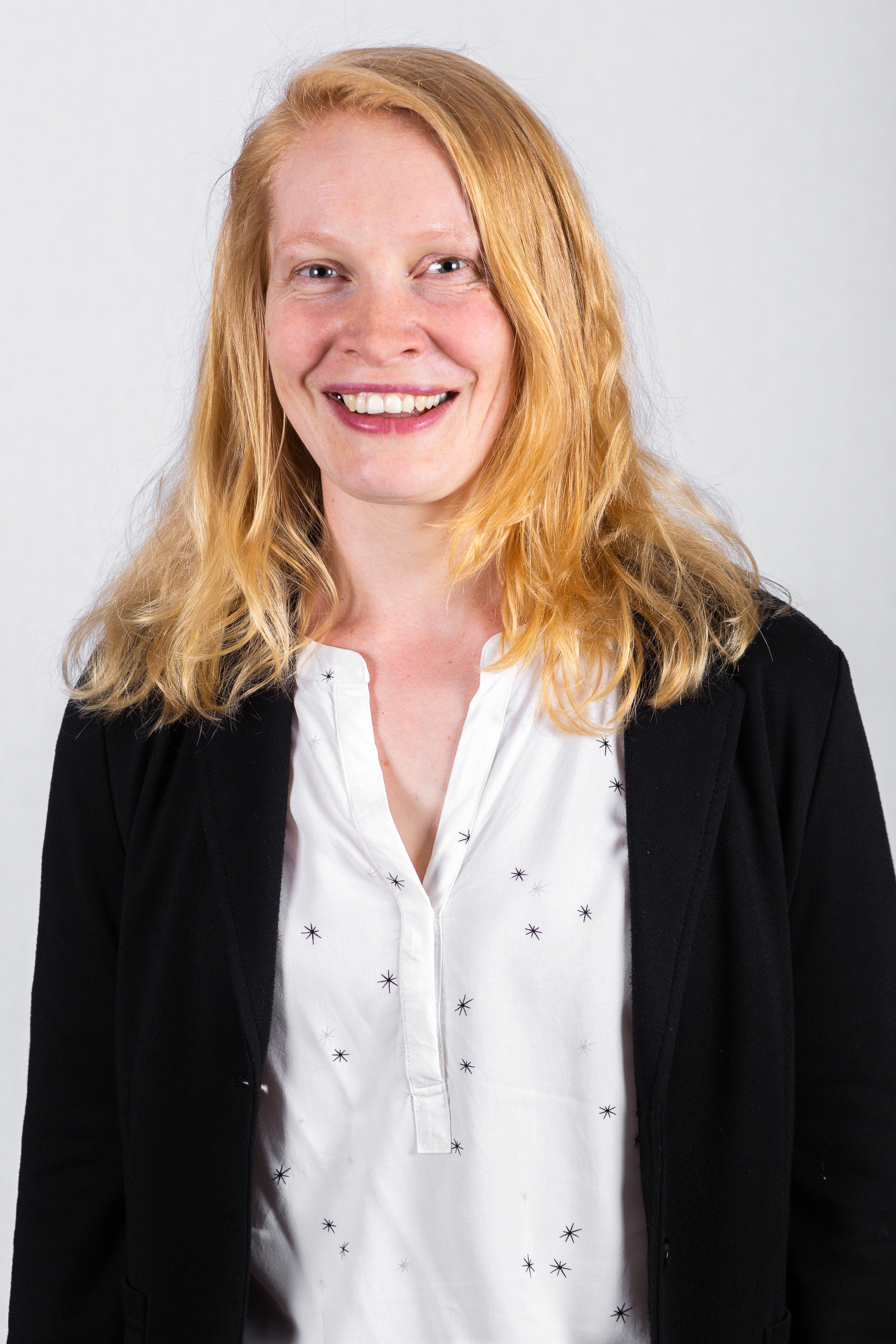
Kristin Heiß (2018)

Kristin Heiß (* 10. Juli 1983 in Eberswalde) ist eine deutsche Politikerin (Die Linke). Sie ist seit 2023 erneut Abgeordnete im Landtag von Sachsen-Anhalt, dem sie bereits von 2016 bis 2021 angehörte.

## Leben
Kristin Heiß wuchs in Wolmirstedt auf und studierte von 2003 bis 2009 Politikwissenschaften und Soziologie an der Universität Magdeburg. Anschließend war sie bei der Gewerkschaft Erziehung und Wissenschaft tätig und ab 2012 in der Pressestelle des Ministeriums für Arbeit und Soziales des Landes Sachsen-Anhalt. Danach arbeitete sie bis Mitte 2015 als persönliche Referentin von Sozialminister Norbert Bischoff. Bis zum Einzug in den Landtag war sie als Referentin im Bereich der Integrationsbeauftragten Susi Möbbeck tätig.
Heiß ist verheiratet und Mutter eines Kindes. Sie ist ehrenamtliches Mitglied bei ver.di, beim „Filmkunst e. V.“ und in der Gewerkschaft Erziehung und Wissenschaft.

## Politik
Heiß trat 2005 in die Partei Die Linkspartei.PDS ein, aus der später Die Linke hervorging. Sie war Mitglied im Kreisvorstand Börde und im Ortsverband Wolmirstedt ihrer Partei.
Bei der Landtagswahl in Sachsen-Anhalt 2006 kandidierte Heiß auf Platz 27 der Landesliste von Die Linkspartei.PDS, konnte aber nicht in den Landtag einziehen.
Bei der Landtagswahl in Sachsen-Anhalt 2016 kandidierte Heiß auf Platz 13 der Landesliste von Die Linke und wurde in den Landtag gewählt. In der siebten Wahlperiode des Landtages war sie Schriftführerin und ordentliches Mitglied des Ausschusses für Finanzen, des Unterausschusses Rechnungsprüfung und des 15. Parlamentarischen Untersuchungsausschusses. Außerdem war sie stellvertretende Vorsitzende des Finanz- und des Rechnungsprüfungsausschusses.
Bei der Landtagswahl in Sachsen-Anhalt 2021 kandidierte Heiß als Direktkandidatin im Landtagswahlkreis Wolmirstedt und auf Platz 15 der Landesliste von Die Linke. Sie verpasste bei einem Ergebnis von 11,0 % der Erststimmen das Direktmandat und konnte zunächst auch nicht über die Landesliste in den Landtag einziehen. Am 31. Juli 2023 rückte sie für Christina Buchheim in den Landtag nach.